# Jak si Kent pustil pusu na špacír
Jak si Kent pustil pusu na špacír (v anglickém originále You Kent Always Say What You Want) je 22. díl 18. řady (celkem 400.) amerického animovaného seriálu Simpsonovi. Scénář napsal Tim Long a díl režíroval Matthew Nastuk. V USA měl premiéru dne 20. května 2007 na stanici Fox Broadcasting Company a v Česku byl poprvé vysílán 18. ledna 2009 na stanici ČT2.

## Děj
Cestou domů po návštěvě zubaře vezme Homer rodinu Simpsonových do zmrzlinárny, kde zakoupí miliontý kornout zmrzliny v obchodě. To má za následek, že se Homer objeví v televizní talk show Kenta Brockmana Smartline na Kanálu 6, protože mají obě společnosti stejného majitele. Kent je znechucen – místo hluboké, intelektuálně podnětné diskuze o konfliktu na Blízkém východě mluví s Homerem. Během rozhovoru Homer omylem srazí Kentovi šálek kávy do klína a Kent bolestí vykřikne sprosté slovo. 
Po reklamní přestávce se Kent omlouvá, ale s úlevou zjišťuje, že jeho faux pas v přímém přenosu nikdo neviděl. Ned Flanders však incident zhodnotí a přiměje lidi podobného smýšlení, aby ho nahlásili Federální komunikační komisi. Druhý den se Kent během vysílání zpráv dozvídá, že je za svou indiskreci pod drobnohledem a že stanici byla udělena pokuta 10 milionů dolarů. Je degradován na víkendového moderátora počasí a novým moderátorem se stává jeho rival Arnie Pye. Později Lindsey Naegleová promluví s Kentem a ujistí ho, že jeho práce je v bezpečí, ale vyhodí ho poté, co v jeho šálku kávy uvidí něco, co považuje za kokain. 
Marge pozve sebevraha Kenta, aby přespal v domě Simpsonových. Druhý den se Líza při sledování televize diví, proč může být kabelový kanál Fox News tak konzervativní, zatímco Fox Network vysílá sexualizovaný obsah. Kent odpoví, že Fox záměrně vysílá pořady s morálně odsouzeníhodným obsahem, aby jim FCC udělila pokutu, která by putovala Republikánské straně. Podle Brockmana to všichni v zábavním průmyslu vědí, ale nikdo nemá dost odvahy, aby tento podvod nahlásil. Líza ho přiměje, aby na podvod upozornil, použije svou webovou kameru a nahraje odhalení na YouTube. Kentovo následné vysílání na webu je tak úspěšné, že členové Springfieldské republikánské strany nejsou zrovna nadšeni z toho, že Kent ohrožuje jejich neblahé zisky, a tak Naegleová a Šáša Krusty vymyslí plán, jak ho zastavit. 
Druhý den jsou Líza a Kent konfrontováni členy strany, kteří mu nabídnou, že mu vrátí jeho starou práci a zvýší mu plat o 50 %, což Kent okamžitě přijme a pak se Líze omluví. Doma si Líza stěžuje Homerovi, že dnešní mediálně známé osobnosti nemají žádnou odvahu ani čestnost. Homer ji utěšuje tím, že jí řekne děsivé tajemství, které mu Kent prozradil o televizní stanici Fox. Všechny zmínky o tomto tajemství jsou ale zredukovány hlasatelem, který chválí program této stanice. Homer se pak pokusí tajemství sdělit divákům pořadu, ale je přerušen logem 20th Century Fox Television. Poté se o to pokusí znovu a je přerušen logem Gracie Films.

## Produkce a kulturní odkazy
Epizoda měla být parodií na zvýšené pokuty Federální komise pro komunikace v souvislosti s odhalením poprvé Janet Jacksonové na Super Bowlu XXXVIII. Měsíc před odvysíláním epizody byl Don Imus suspendován a následně propuštěn za výroky, které pronesl v televizním vysílání na adresu ženského basketbalového týmu Rutgersovy univerzity, a to prostřednictvím událostí, které se úzce shodovaly s událostmi této epizody.
Scéna, ve které Kent Brockman říká, aby se postavil Foxu a přitom kouřil, je odkazem na Edwarda R. Murrowa a film Dobrou noc a hodně štěstí. Jedním z vrcholů kariéry Kenta Brockmana byl rozhovor s postavou R4-D4 z Hvězdných válek.

## Přijetí
Ve Spojených státech díl během premiéry sledovalo 9,8 milionu diváků.
Robert Canning z IGN označil epizodu za jednu ze svých tří nejoblíbenějších epizod řady a uvedl, že „zakončila řadu na velmi vysoké úrovni“. Canning jí také udělil známku 9,3 z 10, označil ji za „díl plný nejlepších momentů“ a dodal: „Byl to fantastický způsob, jak ukončit rok a zároveň oslavit milník 400. dílu. Vyvážené finále nám připomnělo, jak skvěle si seriál dokáže poradit s kousavou satirou a zároveň zůstat věrný rodinné situační komedii, která je jeho jádrem. Kdyby bylo možné zaručit, že každá další epizoda zůstane takhle chytrá a vtipná, neměli bychom problém s tím, aby seriál zůstal ve vysílání dalších 18 řad.“.
Patrick D. Gaertner ze serveru Puzzled Pagan napsal: „Podle toho, co vím, neměla být tato epizoda 400. dílem. Měla to být parodie na 24, která by dávala mnohem větší smysl, protože ta epizoda byla alespoň divná a jedinečná. Tahle epizoda je prostě taková úplně průměrná. Vždyť je to typické ‚náhodný obyvatel města přijde o práci kvůli členu rodiny Simpsonových a musí jít bydlet k nim‘. Až na to, že tenhle díl je takový zkratkovitý a uspěchaný. Mám pocit, že tenhle díl mohl být opravdu zajímavý, kdyby vystřihli v podstatě celý ten zdlouhavý a klikatý první akt a většina epizody by byla založena na tom, že se Kent stane jakýmsi kontrakulturním hlasem lidu. To mohlo být opravdu zajímavé, dát Kentovi Brockmanovi větší hloubku a ukázat jeho lásku k pravdě. Ale místo toho to prostě strčili na konec posledního aktu, než rychle skončil. Myšlenka, že FCC zruší pořad kvůli náhodnému sprostému slovu, je v pořádku, ale opravdu si myslím, že se tato epizoda soustředí na nejméně zajímavé aspekty děje. Měla skutečný potenciál být jedinečná a zajímavá, díky čemuž by se lépe hodila jako 400. epizoda.“.